# Svartnäbbad frötangara
Svartnäbbad frötangara (Sporophila atrirostris) är en fågel i familjen tangaror inom ordningen tättingar.

## Utseende
Svartnäbbad frötangara är en finkliknande fågel med mycket kraftig, mörk näbb. Hanen är svart med en liten vit vingfläck som dock kan vara dold på sittande fågel. Honan är svår att artbestämma om den inte ses tillsammans med hanen. Jämfört med hona kastanjebukig frötangara är den dock mindre och något mörkare än hona ljusnäbbad frötangara.

## Utbredning och systematik
Svartnäbbad frötangara delas in i två underarter med följande utbredning:
- S. a. atrirostris – förekommer i södra Colombia, östra Ecuador och norra Peru (San Martín); populationer i centrala Peru är förmodligen också atrirostris
- S. a. gigantirostris – förekommer i sydöstra Peru och norra Bolivia (Beni)

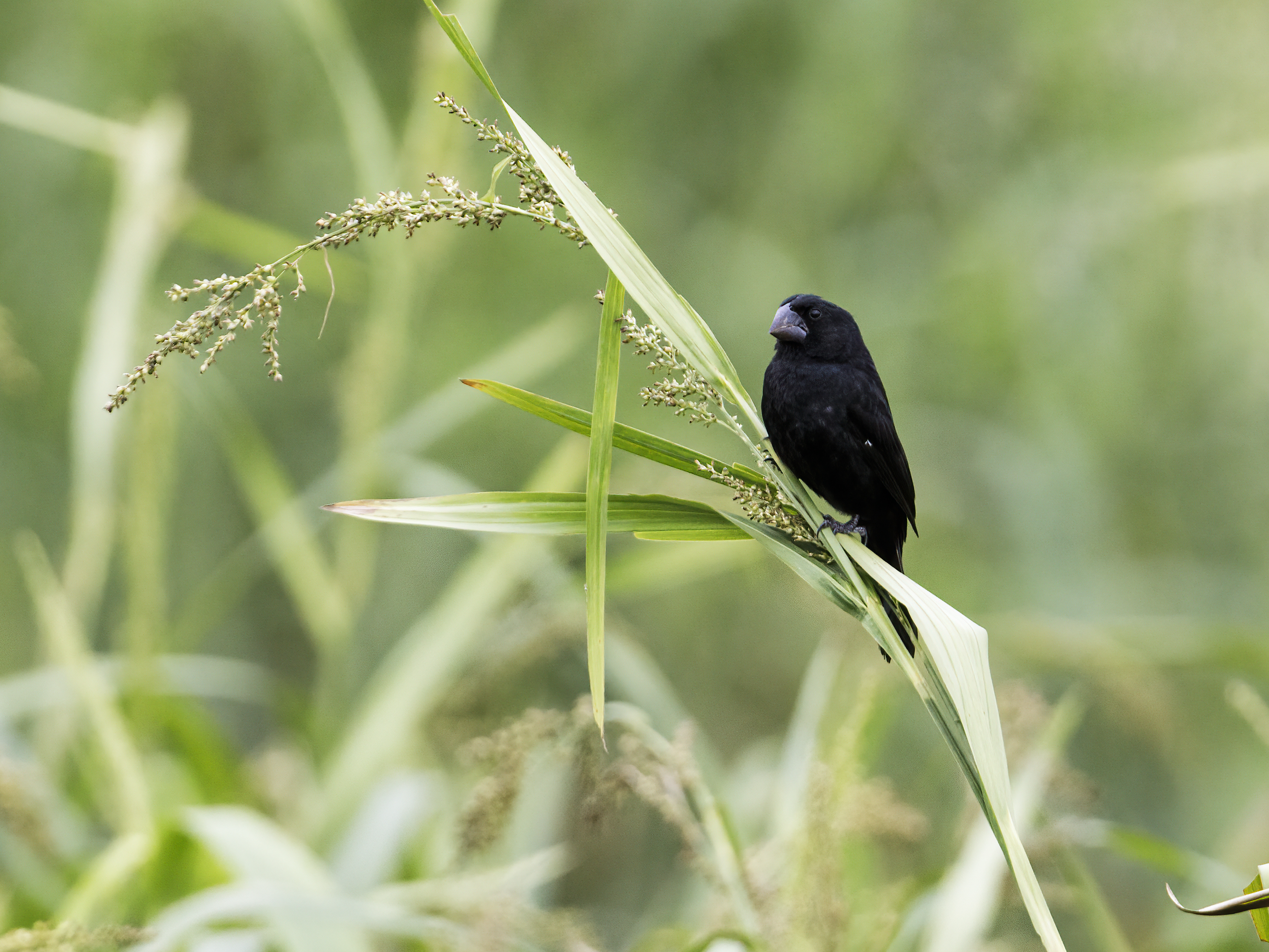

### Släktestillhörighet
Svartnäbbad frötangara placerades tidigare i släktet Oryzoborus men DNA-studier visar att det släktet är inbäddat i Sporophila.

### Familjetillhörighet
Liksom andra finkliknande tangaror placerades denna art tidigare i familjen Emberizidae. Genetiska studier visar dock att den är en del av tangarorna.

## Levnadssätt
Svartnäbbad frötangara bebor fuktiga gräsrika områden, ofta nära vatten, i låglänta områden och lägre bergstrakter.

## Status
Arten har ett stort utbredningsområde och beståndet anses stabilt. Internationella naturvårdsunionen IUCN listar den därför som livskraftig (LC). Den beskrivs dock som sällsynt förekommande.